# ساتومي كوباياشي
ساتومي كوباياشي (باليابانية: 小林聡美) هي ممثلة يابانية، ولدت في 24 مايو 1965 بطوكيو في اليابان.

## أعمال

### أفلام
- نظارات (2007)

## وصلات خارجية
- ساتومي كوباياشي على موقع IMDb (الإنجليزية)
- ساتومي كوباياشي على موقع ألو سيني (الفرنسية)
- ساتومي كوباياشي على موقع أول موفي (الإنجليزية)
- ساتومي كوباياشي على موقع قاعدة بيانات الفيلم (الإنجليزية)
- ساتومي كوباياشي على موقع كينوبويسك (الروسية)